# Idobrium voeltzkowi
Idobrium voeltzkowi is een keversoort uit de familie boktorren (Cerambycidae). De wetenschappelijke naam van de soort is voor het eerst geldig gepubliceerd in 1902 door Kolbe.